# Hans Boll
Hans Boll (* 25. November 1923 in Apolda, Thüringen; † 12. Juni 2016 in Berlin) war ein deutscher Komponist, Bearbeiter, Instrumentalist und Dirigent.

## Leben

### Kindheit (1923 bis 1939)
Hans Boll wurde am 25. November 1923 in Apolda als einziges Kind seiner Eltern geboren. Seine Eltern hatten ein eigenes Friseurgeschäft und beabsichtigten, den jungen Hans als ihren Nachfolger für das Geschäft zu erziehen. Er zeigte jedoch seit frühester Kindheit eine starke Hingabe zur Musik, die von seinen Eltern zunächst nicht ernst genommen wurde. Zwar durfte er Unterricht auf einigen Instrumenten nehmen – Konzertgitarre, Violine und Klavier –, aber es dauerte lange, bis seine Eltern spürten, dass ihr Sohn sich nicht von seiner Vorliebe zur Musik abbringen lassen würde.

### Jugend (1939 bis 1948)
Mit 16 Jahren brach er die Friseurlehre ab, machte die Aufnahmeprüfung an der Hochschule für Musik in Weimar und begann ein Kapellmeisterstudium. Infolge des Zweiten Weltkrieges musste er dieses Studium abbrechen und seinen Wehrdienst ableisten. Seine Ausbildungszeit fand in Frankreich statt, wo er nach der Grundausbildung in einem Musikkorps als Oboist Aufnahme fand. Die Oboe hatte er in Weimar als Orchester-Instrument belegt, eine Forderung, die im Kapellmeisterstudium obligatorisch war. Bis 1944 war er als Oboist in diesem Musikkorps tätig, das in verschiedenen Gegenden des russischen Kriegsgebiets stationiert war. Danach wurden alle Instrumente nach Tarnowitz in Polen verlagert, wo sie durch die Kriegseinwirkungen verloren gingen.
Aufgrund einer Verwundung konnte er kurz vor Kriegsende der Gefangenschaft entgehen. Da seine sämtlichen Musikinstrumente (Oboe, Konzertgitarre sowie ein kostbares Morino-Akkordeon) im Krieg verloren gegangen waren, entschloss er sich nun doch, dem Wunsch seines Vaters nachzukommen und das Friseurgeschäft zu übernehmen.

### Berufliche Entwicklung (1948 bis 1969)
Nach der Rückkehr seiner Kameraden aus der Kriegsgefangenschaft (1948) überzeugten sie ihn, die Musik wieder aufzunehmen. Sie gründeten ein Ensemble und waren seit dieser Zeit regelmäßig im Landessender Weimar zu hören. Einige Zeit später beteiligte Boll sich an den Klingenthaler Musiktagen und errang den ersten Platz. Von 1951 bis 1952 war er als Redakteur beim damaligen Berliner Rundfunk tätig, leitete von 1952 bis 1953 ein gemischtes Orchester mit Volksinstrumenten beim Staatlichen Volkskunst-Ensemble der DDR und erhielt dann 1953 an der Hochschule für Musik Berlin (später Hochschule für Musik Hanns Eisler) einen Lehrstuhl für künstlerisches Akkordeonspiel, Ensemblespiel, Instrumentation und andere Fächer und baute eine Fachrichtung mit dem Ziel auf, in erster Linie Akkordeon- und Gitarrenlehrer für Musikschulen auszubilden.
Im Jahre 1955 wurde ihm vom Minister für Kultur der Staatspreis für Künstlerisches Volksschaffen 1. Klasse verliehen. Im Jahre 1956 widersetzte er sich den Weisungen des Ministers für Kultur, nahm an der Deutschen Akkordeonmeisterschaft in Ludwigsburg teil – es gab noch keine Mauer – und errang dort als DDR-Bürger den Titel „Deutscher Akkordeon-Meister“. Die Teilnahme an Wettbewerben stellte Boll danach ein, um sich mit mehr Aufmerksamkeit seiner Lehrtätigkeit an der Hochschule, seiner freiberuflichen Arbeit beim Staatlichen Rundfunkkomitee und einer ausgedehnten Konzerttätigkeit im In- und Ausland zuzuwenden. Konzertreisen führten ihn nach Finnland, Polen, Indien, Irak, Österreich, Mongolei, Rumänien, Italien, in die Schweiz und nach Russland.

### Berufliche Weiterentwicklung (1970 bis 1984)
Von 1970 bis 1974 absolvierte Hans Boll ein Kompositionsstudium im Rahmen des Abend- und Fernstudiums bei Gerhard Tittel. Bereits vorher hatte er privaten Kompositionsunterricht bei Günter Kochan sowie Dirigier-Unterricht bei Willy Niepolt genommen, um seine dirigentischen Fähigkeiten zu vervollkommnen. Bis 1984 war er in der DDR als Komponist, Bearbeiter, Instrumentalist und Dirigent tätig.
Seit der Tätigkeit eines neuen Rektors an der Hochschule für Musik gestaltete sich Bolls Verhältnis zu einigen Mitgliedern der Hochschulleitung zunehmend komplizierter, sodass er nach einem Eklat, den der genannte Rektor am Dies academicus öffentlich austrug, überlegte, die DDR für immer zu verlassen. Dazu bot sich 1984 die Gelegenheit bei einer Konzertreise mit der bekannten Schauspielerin und Sängerin Vera Oelschlegel in Italien.

### Beruflicher Neuanfang (1984 bis heute)
Der berufliche Neuanfang in der Bundesrepublik Deutschland gestaltete sich für ihn anfangs sehr schwierig. Nach einer Zeit ohne Beschäftigung und im weiteren Verlauf der beruflichen Neuorientierung konnte er wieder Verbindungen zu Verlagen aufnehmen, noch nicht veröffentlichte Werke drucken lassen und auch neue komponieren. Er war auch erfolgreich als musikalischer Leiter des Bochumer Planetariums tätig.
Der Kontakt zum Lethmater Akkordeon-Orchester war für ihn ein ausgesprochener Glücksfall. Er übernahm die Leitung des Orchesters von 1987 bis 1989 und komponierte eigens für diesen Klangkörper Sinfonische Variationen über „Innsbruck, ich muss dich lassen“, nahm an einem alle drei Jahre stattfindenden Wettbewerb teil und errang auf Anhieb in der „OBERSTUFE“ den 2. Platz von 82 teilnehmenden Orchestern in dieser Kategorie. Er leitete außerdem mit Guido Wagner einige Jahre das Landesjugend-Akkordeon-Orchester von Nordrhein-Westfalen und hatte mehrere Auslandsauftritte. Der Versuch, nach der Wende 1989 eine neue Schallplatte zu veröffentlichen, war mangels Nachfrage nicht erfolgreich. Von 1990 bis 1992 war Boll Dirigent des Bochumer Zitherorchesters.

### Ausblick
Boll plant, eine Reihe von Werken, die in der DDR mangels Papiers nicht hatten verlegt werden können, herauszubringen und sich solcher Literatur zuzuwenden, die von Musikern und Lehrern dringend gebraucht wird.

## Persönliches
Hans Boll war dreimal verheiratet. Aus seinen ersten beiden Ehen ging je ein Sohn hervor, die zwar sein Interesse für die Musik teilten, aber die Musik nicht zu ihren Beruf machen wollten. Seine zweite Ehefrau, Christine Boll, die ebenfalls als Lehrkraft an der Hochschule beschäftigt war, als Musikerin erfolgreich arbeitete und mehrere Konzertreisen mit ihm unternahm, starb am 28. Mai 1973. Von seiner dritten Ehefrau, die keinen musikalischen Beruf ausgeübt und zwei Söhne mit in die Ehe gebracht hatte, wurde er geschieden, nachdem er 1984 die DDR während einer Konzertreise in Italien verlassen und zur Übersiedelung in die Bundesrepublik genutzt hatte. 
Nachdem er in seinem letzten Lebensabschnitt verschiedene musikalische Stationen durchlaufen hatte, kehrte er 2011 nach einem Schlaganfall in den Kreis seiner Familie zurück. Hier starb er 92-jährig während eines kurzen Krankenhausaufenthaltes im Bundeswehrkrankenhaus Berlin am 12. Juni 2016.

## Leistungen
Während seiner Hochschultätigkeit bildete er rund 40 spätere Preisträger aus, von denen einige noch heute sowohl solistisch als auch als anerkannte Lehrkräfte (z. B. Gudrun Wall und Jürgen Ganzer) tätig sind.
In den Jahren bis 1984 entstanden ca. 450 von Hans Boll geleitete Studioaufnahmen, wie eine Studentin von Georg Reidys in einer Examensarbeit über das Lebenswerk von Hans Boll an der Hochschule für Musik, Dortmund, recherchiert hatte.

## Kompositionen (Auswahl)
- Adagio ostinato e Allegro finale
- Aria – Toccata – Fugato Interrotto E Corale
- Aria
- Bärenstarke Stücke
- Begegnungen für Zupforchester
- Böller (zusammen mit Christine Boll)
- Bol(l)ero Martellato
- Bollwerke für Akkordeon
- Das Äpfelchen
- Der kleine Prinz
- Drei tänzerische Stücke für Akkordeonorchester
- Fantasie
- Hessische Suite
- Impressionen für Akkordeon-Duo
- Inmortal – In memoriam Astor Piazzolla
- Kontraste
- Konzert-Hora für Akkordeon solo und Akkordeonorchester
- Musikalische Delikatessen
- Musik für Blockflöte, Akkordeon und Gitarre
- Planetarium Suite
- Präambulum, Toccata und Fuge für Akkordeon-Duo
- Prelude für Mandoline und Gitarre
- Reisebilder vom Balkan
- Sinfonische Variationen über "Innsbruck, ich muss dich lassen" für Akkordeonorchester
- Suite Miniature
- Suite Nr. 1
- Tango-Medley
- Tänzerische Musik in vier Sätzen
- The Kepler Theme
- Toccata – Passacaglia – Fuge
- Universe – Transparente Träume
- Variationen über „Innsbruck ich muss dich lassen“